# Nadejda, Sovietskîi
Nadejda (în ucraineană Надежда) este un sat în comuna Illiceve din raionul Sovietskîi, Republica Autonomă Crimeea, Ucraina.

## Demografie
Componența lingvistică a localității Nadejda
     Rusă (81,07%)
     Tătară crimeeană (9,46%)
     Ucraineană (8,83%)
     Alte limbi (0,32%)
Conform recensământului din 2001, majoritatea populației localității Nadejda era vorbitoare de rusă (81,07%), existând în minoritate și vorbitori de tătară crimeeană (9,46%) și ucraineană (8,83%).